# 伊藤茂騎
伊藤 茂騎 （いとう しげき、1988年12月20日 - ） は、日本の俳優、スタントマン、スーツアクター。ジャパンアクションエンタープライズ所属。本名同じ。神奈川県出身。

## 人物・来歴
JAE第42期生。養成所時代の2011年に『wipe out 〜破壊』で初舞台を経験。2018年『快盗戦隊ルパンレンジャーVS警察戦隊パトレンジャー』のルパンエックス/パトレンエックス役で初めてレギュラーキャラクターを担当。2019年『騎士竜戦隊リュウソウジャー』にてレッド役に抜擢された。
パルクールを得意としており、『ルパンレンジャーVSパトレンジャー』では変身前を演じた元木聖也とともにパルクールを取り入れたアクションを行った。アクション監督の福沢博文は、両者の共通点は知らず、伸びしろがあることを理由に伊藤を推薦したと述べている。
福沢は『リュウソウジャー』に抜擢した理由について、「恐竜」のイメージから感覚的に身体全体を使うことが必要だと考え、伊藤が演じるパトレンエックスのイメージに思い至ったことを述べている。

## 出演

### テレビドラマ
- ダブルフェイス 潜入捜査編（2012年10月15日、TBS / WOWOW） - 織田組組員 役
- 金曜プレステージ「山村美紗サスペンス・黒の滑走路3・空港大パニックの中仕組まれた完全犯罪!」（2013年8月9日、フジテレビ） - 江藤 役[6]
- おふこうさん 第2話（2014年、NHK） - アニマルボーイズ 役
- 遺留捜査 スペシャル2（2014年、テレビ朝日） - SIT隊員 役[6]
- ちゃんぽん食べたか（2015年、NHK） - 若者 役[6]
- ヤメゴク〜ヤクザやめて頂きます〜 第9話（2015年、TBS） - ヤクザ 役[6]
- アガサ・クリスティ 二夜連続ドラマスペシャル 大女優殺人事件〜鏡は横にひび割れて〜（2018年、テレビ朝日） - アクションクルー[6]

### バラエティ
- 関ジャニ特命捜査班7係（2016年、日本テレビ） - チンピラ 役[6]
- 日曜もアメトーーク! 「スーパー戦隊芸人」（2017年7月30日、テレビ朝日）

### 特撮テレビドラマ
- 仮面ライダーシリーズ（テレビ朝日）
  - 仮面ライダーフォーゼ（2011年 - 2012年）
  - 仮面ライダーウィザード（2012年 - 2013年）
  - 仮面ライダー鎧武/ガイム（2013年 - 2014年）
  - 仮面ライダードライブ（2014年 - 2015年）
  - 仮面ライダーゴースト（2015年 - 2016年）[6]
  - 仮面ライダーエグゼイド（2016年 - 2017年） - バグスター、ソルティバグスター[7]
  - 仮面ライダービルド（2017年 - 2018年）
  - 仮面ライダージオウ（2018年 - 2019年）
  - 仮面ライダーゼロワン（2019年 - 2020年）
  - 仮面ライダーセイバー（2020年 - 2021年） - ツーカイザー（特別章）[8]
  - 仮面ライダーリバイス（2021年 - 2022年）
  - 仮面ライダーギーツ（2022年 - 2023年）
- スーパー戦隊シリーズ（テレビ朝日）
  - 特命戦隊ゴーバスターズ（2012年 - 2013年）
  - 獣電戦隊キョウリュウジャー（2013年 - 2014年）
  - 烈車戦隊トッキュウジャー（2014年 - 2015年）
  - 手裏剣戦隊ニンニンジャー（2015年 - 2016年）[6]
  - 動物戦隊ジュウオウジャー（2016年 - 2017年）[6]
  - 宇宙戦隊キュウレンジャー（2017年 - 2018年） - サソリオレンジ[6]（代役）[9][1][7]、スティンガー（吹き替え）[7]、テッチュウ[10]
  - 快盗戦隊ルパンレンジャーVS警察戦隊パトレンジャー（2018年 - 2019年） - ルパンエックス[6][1][7] / パトレンエックス[11][6][1][7]、ギャングラー怪人[1][7][注釈 1]
  - 騎士竜戦隊リュウソウジャー（2019年 - 2020年） - リュウソウレッド[13][6][2][7]、サンタさんたち（第39話）[14][7]、ナダ（吹き替え）[7]
  - 魔進戦隊キラメイジャー（2020年 - 2021年） - キラメイレッド[15][7]、ベチャット（38）[16]、熱田充瑠（吹き替え / エピソード7,41）[17][18]
  - 機界戦隊ゼンカイジャー（2021年 - 2022年） - ツーカイザー[19][20]、リュウソウレッド（第5カイ！）[21]
  - 暴太郎戦隊ドンブラザーズ（2022年 - 2023年） - ドンドラゴクウ[22][23][24]、ドントラボルト[23][24]、イヌブラザー（終盤）[24]、闇ジロウ（吹き替え / 23）[25]、芦田（ドン20話）[26]
  - 王様戦隊キングオージャー（2023年 - 2024年） - クワガタオージャー[27][3]
  - 爆上戦隊ブンブンジャー（2024年 - 2025年） - ブンブラック[28][3][4]、チャンピオンブンブラック[4]、ブンブンキラーロボ[3][4][29]
  - ナンバーワン戦隊ゴジュウジャー（2025年 - ） - シンケンレッド[30]

### 映画
- 宇宙刑事ギャバン THE MOVIE（2012年）
- 暗殺教室（2015年） - アクションクルー[6]
- セイバー+ゼンカイジャー スーパーヒーロー戦記（2021年）
- スーパー戦闘 純烈ジャー（2021年）[31]
- スーパー戦闘 純烈ジャー 追い焚き☆御免（2022年）[32]
- 仮面ライダーシリーズ
  - 仮面ライダー×仮面ライダー ウィザード&フォーゼ MOVIE大戦アルティメイタム（2012年）
  - 仮面ライダー×仮面ライダー 鎧武&ウィザード 天下分け目の戦国MOVIE大合戦（2013年）
  - 仮面ライダー×仮面ライダー ドライブ&鎧武 MOVIE大戦フルスロットル（2014年）
  - 劇場版 仮面ライダーゴースト 100の眼魂とゴースト運命の瞬間（2016年）
  - 仮面ライダー平成ジェネレーションズ FINAL ビルド&エグゼイドwithレジェンドライダー（2017年） - 仮面ライダーゴースト[33]
  - 仮面ライダーアマゾンズ THE MOVIE 最後ノ審判（2018年） - サメアマゾン[6]
  - 平成仮面ライダー20作記念 仮面ライダー平成ジェネレーションズ FOREVER（2018年）
  - 劇場版 仮面ライダージオウ Over Quartzer（2019年）[34]
  - 仮面ライダー 令和 ザ・ファースト・ジェネレーション（2019年）[35]
  - 劇場版 仮面ライダーゼロワン REAL×TIME（2020年）[36]
  - 仮面ライダー ビヨンド・ジェネレーションズ（2021年）
  - 仮面ライダーギーツ×リバイス MOVIEバトルロワイヤル（2022年）
  - 仮面ライダー THE WINTER MOVIE ガッチャード&ギーツ 最強ケミー★ガッチャ大作戦（2023年）
  - 仮面ライダーガヴ お菓子の家の侵略者（2025年） - タオリン（怪人）[37]
- スーパー戦隊シリーズ
  - 特命戦隊ゴーバスターズVS海賊戦隊ゴーカイジャー THE MOVIE（2013年）
  - 獣電戦隊キョウリュウジャーVSゴーバスターズ 恐竜大決戦! さらば永遠の友よ（2014年）
  - 手裏剣戦隊ニンニンジャーVSトッキュウジャー THE MOVIE 忍者・イン・ワンダーランド（2016年）
  - 宇宙戦隊キュウレンジャー THE MOVIE ゲース・インダベーの逆襲（2017年） - サソリオレンジ[6]
  - 快盗戦隊ルパンレンジャーVS警察戦隊パトレンジャー en film（2018年） - ルパンエックス / パトレンエックス[38][1]
  - 騎士竜戦隊リュウソウジャー THE MOVIE タイムスリップ!恐竜パニック!!（2019年） - リュウソウレッド[39]
  - スーパー戦隊MOVIEパーティー（2020年）
    - 劇場版 騎士竜戦隊リュウソウジャーVSルパンレンジャーVSパトレンジャー - リュウソウレッド[6]
    - 魔進戦隊キラメイジャー エピソードZERO[40] - キラメイレッド[41]

  - スーパー戦隊MOVIEレンジャー2021（2021年）[42]
    - 魔進戦隊キラメイジャー THE MOVIE ビー・バップ・ドリーム - キラメイレッド[43]
    - 騎士竜戦隊リュウソウジャー 特別編 メモリー・オブ・ソウルメイツ - リュウソウレッド[44]
    - 機界戦隊ゼンカイジャー THE MOVIE 赤い戦い! オール戦隊大集会!!

  - 暴太郎戦隊ドンブラザーズ THE MOVIE 新・初恋ヒーロー（2022年）
  - 映画 王様戦隊キングオージャー アドベンチャー・ヘブン （2023年） - クワガタオージャー[3]
  - 爆上戦隊ブンブンジャー 劇場BOON! プロミス・ザ・サーキット（2024年） - ブンブラック[45]
- スーパーヒーロー大戦シリーズ
  - 仮面ライダー×スーパー戦隊×宇宙刑事 スーパーヒーロー大戦Z（2013年）
  - スーパーヒーロー大戦GP 仮面ライダー3号（2015年）
  - 仮面ライダー×スーパー戦隊 超スーパーヒーロー大戦（2017年）

### 舞台
- JAEプロデュース公演「wipe out 〜破壊」（2011年、萬劇場） - 忍者 役
- VISUALIVE ペルソナ4 the EVOLUTION（2012年、天王洲銀河劇場） - アンサンブル
- 異聞天狼伝〜會津新撰組残党記〜（2013年、スペースゼロ） - アンサンブル[6]
- 戦国BASARA3 宴（2013年、日本青年館 他） - アンサンブル[6]
- 真田十勇士（2014年、青山劇場 / 2016年、新国立劇場 他） - アンサンブル[6]
- 天守物語（2014年、歌舞伎座） - 獅子 役[6]
- DREAM BOYS（2015年、帝国劇場） - アンサンブル[6]
- 滝沢歌舞伎 10th Anniversary（2015年、新橋演舞場 / シンガポール・マリーナベイサンズシアター） - アンサンブル[6]
- ミュージカル「薄桜鬼 新撰組奇譚」（2016年、天王洲銀河劇場 他） - アンサンブル[6]
- 滝沢歌舞伎2017（2016年、新橋演舞場） - アンサンブル[6]
- ナンバーワン戦隊ゴジュウジャー 制作発表イベント（2025年、シアターGロッソ） - クワガタオージャー[46]
  - 爆上戦隊ブンブンジャー ヒーローショー 第4弾 宇宙を越える熱き絆！爆アゲ！Gロッソ FINAL LAP!!（2025年、シアターGロッソ） - ブンブラック[47]

### オリジナルビデオ
- スーパー戦隊シリーズ
  - 帰ってきた特命戦隊ゴーバスターズVS動物戦隊ゴーバスターズ（2013年）
  - 行って帰ってきた烈車戦隊トッキュウジャー 夢の超トッキュウ7号（2015年）
  - 特捜戦隊デカレンジャー 10 YEARS AFTER（2015年）
  - 帰ってきた動物戦隊ジュウオウジャー お命頂戴!地球王者決定戦（2017年）
  - 宇宙戦隊キュウレンジャー Episode of スティンガー（2017年） - スティンガー（吹き替え）[7]
  - てれびくん超バトルDVD 快盗戦隊ルパンレンジャーVS警察戦隊パトレンジャー 〜GIRLFRIENDS ARMY〜（2018年）
  - 炎神戦隊ゴーオンジャー 10 YEARS GRANDPRIX（2018年）
  - 魔進戦隊キラメイジャーVSリュウソウジャー（2021年） - キラメイレッド[48]
  - 機界戦隊ゼンカイジャーVSキラメイジャーVSセンパイジャー（2022年） - ツーカイザー[20]
  - 王様戦隊キングオージャーVSドンブラザーズ（2024年）
  - 王様戦隊キングオージャーVSキョウリュウジャー（2024年） - クワガタオージャー[3]
  - 爆上戦隊ブンブンジャーVSキングオージャー（2025年） - ブンブラック[49][4]、クワガタオージャー[49][4]
- 仮面ライダーシリーズ
  - 仮面ライダードライブ シークレット・ミッション type ZERO 第0話 カウントダウン to グローバルフリーズ（2014年）
  - 鎧武/ガイム外伝 仮面ライダーデューク/仮面ライダーナックル（2015年）
  - ドライブサーガ（2016年）
    - 仮面ライダーチェイサー
    - 仮面ライダーマッハ/仮面ライダーハート

  - てれびくん超バトルDVD 仮面ライダーエグゼイド [裏技]仮面ライダーレーザー（2017年）
  - 仮面ライダーエグゼイド トリロジー アナザー・エンディング（2018年）
    - Part.II 仮面ライダーパラドクスwith仮面ライダーポッピー
    - Part.III 仮面ライダーゲンムVS仮面ライダーレーザー

  - ビルド NEW WORLD 仮面ライダーグリス（2019年）
  - ソードオブロゴスサーガ 前編（2021年）

### ネットムービー
- 仮面ライダーシリーズ
  - ネット版 仮面ライダーフォーゼ みんなで授業キターッ!（2012年）
  - ネット版 仮面ライダーウィザード イン マジか!?ランド（2013年）
  - dビデオスペシャル 仮面ライダー4号（2015年）
  - 仮面ライダーアマゾンズ（2016年）
  - 仮面戦隊ゴライダー（2017年） - トーテマ[7]
  - 仮面ライダージオウ スピンオフ PART2『RIDER TIME 仮面ライダー龍騎』（2019年）
  - 仮面ライダーセイバー×ゴースト（2021年） - デザスト[50]
  - 仮面ライダースペクター×ブレイズ（2021年） - デザスト[50]
  - 仮面ライダージャンヌ&仮面ライダーアギレラ withガールズリミックス（2022年、東映特撮ファンクラブ）
  - ギーツエクストラ 仮面ライダータイクーンmeets仮面ライダーシノビ（2023年）
- スーパー戦隊シリーズ
  - 快盗戦隊ルパンレンジャー＋警察戦隊パトレンジャー 〜究極の変合体！〜（2018年）
  - 警察戦隊パトレンジャー Feat. 快盗戦隊ルパンレンジャー ～もう一人のパトレン2号～（2018年）
  - 機界戦隊ゼンカイジャー スピンオフ ゼンカイレッド大紹介！（2021年） - ゼンカイレッド[51]
  - ツーカイザー×ゴーカイジャー ～ジューンブライドはたぬき味～（2022年） - ツーカイザー[20]
  - 暴太郎戦隊ドンブラザーズVS暴太郎戦隊ドンブリーズ（2023年） - ドンドラゴクウ[52]
  - 王様戦隊キングオージャー IN SPACE（2024年）
  - 爆上戦隊ブンブンジャー formation lap 始末屋 オブ ギャラクシー（2025年） - ツーカイザー、ドンドラゴクウ

### PV
- ミソッカス「ライジングレインボウ」（2015年） - アクションクルー[6]